# ゼンノロブロイ
ゼンノロブロイ（欧字名:Zenno Rob Roy、2000年3月27日 - 2022年9月2日）は、日本の競走馬、種牡馬。
2004年のJRA賞年度代表馬およびJRA賞最優秀4歳以上牡馬である。同年の天皇賞（秋）（GI）、ジャパンカップ（GI）、有馬記念（GI）を3連勝した。

## 概要
2000年3月27日に生産された父サンデーサイレンス、母ローミンレイチェル、母父マイニングの牡馬である。成績低迷中の白老ファームにて、低迷脱却のために、牧場最高額の予算を投じて導入された母と、社台グループの大種牡馬が結びつき誕生した。セレクトセールでの売却を経て、株式会社ゼンリンの前社長、最高顧問である大迫忍の所有馬となり、美浦トレーニングセンターの藤沢和雄厩舎からデビューした。
3歳2月でデビューし、青葉賞（GII）で重賞初優勝しクラシックで善戦したが無冠。秋のトライアル神戸新聞杯優勝以降は、1年以上惜敗を繰り返した。4歳秋、有力3歳馬キングカメハメハの引退によって最有力に押し上げられた天皇賞（秋）（GI）で優勝する。前々年、前年連覇の厩舎の先輩シンボリクリスエスに続いて、藤沢に史上初めてとなる同一JRAGI3連覇、騎乗したオリビエ・ペリエに47年ぶり史上2人目となる天皇賞（秋）連覇をもたらした。
続くジャパンカップ（GI）も優勝し、1999年スペシャルウィーク、2000年テイエムオペラオーに続いて史上3頭目となる、天皇賞（秋）からジャパンカップの連勝を達成。シンボリクリスエスで2年連続3着の藤沢とペリエに、ジャパンカップのタイトルをもたらした。さらに暮れの有馬記念（GI）も優勝。テイエムオペラオーに続いて史上2頭目となる秋の中長距離GI三大競走3連勝を達成し、ボーナス2億円を獲得。ペリエと藤沢にも、連覇のシンボリクリスエスに続く3連覇をもたらした。
その後は勝利を挙げられなかったが、不利を受けながら宝塚記念3着、イギリスのインターナショナルステークスはエレクトロキューショニストに僅差の2着、天覧競馬の天皇賞（秋）2着、ジャパンカップはアルカセットのレコード駆けのなか3着。5歳暮れの引退レースである、ディープインパクトやハーツクライらと戦った有馬記念以外は、すべて入着を果たした。通算成績20戦7勝、GI級競走3勝。
競走馬引退後は、種牡馬となり、重賞優勝馬を多数輩出。中でも初年度産駒のサンテミリオン（母父:ラストタイクーン）は、2010年の優駿牝馬（オークス）を優勝。届かなかったクラシック制覇を産駒で果たした。2022年9月2日、心不全のため22歳で死亡。

## デビューまで

### 誕生までの経緯

#### 白老ファーム
白老ファームは、北海道白老町にある競走馬生産牧場である。1958年に社台牧場が、白老支場としてとして開設していた。しかし白老は、夏に発生する霧のせいで日照量が少なく、気温も上がらず、そのうえ冬は強風「樽前山下ろし」に見舞われ、牧草がまっすぐ生えない土地だった。ゆえに社台の創業者・吉田善哉の期待に沿えなかった。そこで吉田は、白老を見限り、1967年に社台ファーム早来牧場、1971年に社台ファーム千歳牧場を新規開設することとなる。
白老にいた優良な繁殖牝馬は、千歳や早来に流出するようになり、吉田が繁殖牝馬の質を「千歳牧場は大リーグ、早来牧場は日本のプロ野球、白老牧場は高校野球」と称すほどだった。質が低下するとともに、成績も低迷。社台グループの整理対象の繁殖牝馬が集められては、売却するセリまで管理したこともあり、低迷から抜け出せなかった。生産馬のJRAGI優勝は、1988年のサッカーボーイ（父:ディクタス）が最後。そして生産馬の東京優駿（日本ダービー）出走は、1990年のニホンピロエイブル（父:ニホンピロウイナー）が最後で、10年以上遠ざかっていた。
1993年、吉田善哉が死去すると、社台は構造再編に着手する。早来をノーザンファーム、千歳を社台ファームとして分社化するとともに新規に追分ファームを開設し、善哉の息子三兄弟がそれぞれの経営者となった。しかし白老は、兄弟の共有物となった。三兄弟は独自路線を歩み、旧社台同士の争いとなる中、白老も成績向上を目指すこととなる。白老は、土地改良を行い、旧社台の繁殖牝馬を廃して、優秀な繁殖牝馬を購入して繁殖牝馬の更新に努めた。
その際、最も高額な予算をはたいて導入したのが、ローミンレイチェル（後のゼンノロブロイの母）だった。

#### ローミンレイチェル
ローミンレイチェルは、アメリカで生産された父マイニングの牝馬である。北アメリカで競走馬として走り15戦9勝。1993年のボーモントステークス（G2）、1994年のブラウン&ウィリアムソンハンデキャップ（G3）、バレリーナハンデキャップ（G1）というすべて7ハロンのダート競走を制していた。アメリカでいくらか産駒を残した後、ストームキャットを受胎した状態で、白老ファームが購入。1999年に日本にもたらされた。

同年、ストームキャットの4番仔を出産。そして日本で初めての種付けでは、社台が所有し、既にフジキセキやジェニュイン、バブルガムフェローやサイレンススズカなどのGI優勝産駒を輩出していたサンデーサイレンスが選ばれる。それから約1年後の2000年3月27日、白老ファームにて5番仔となる黒鹿毛の牡馬（後のゼンノロブロイ）が誕生する。

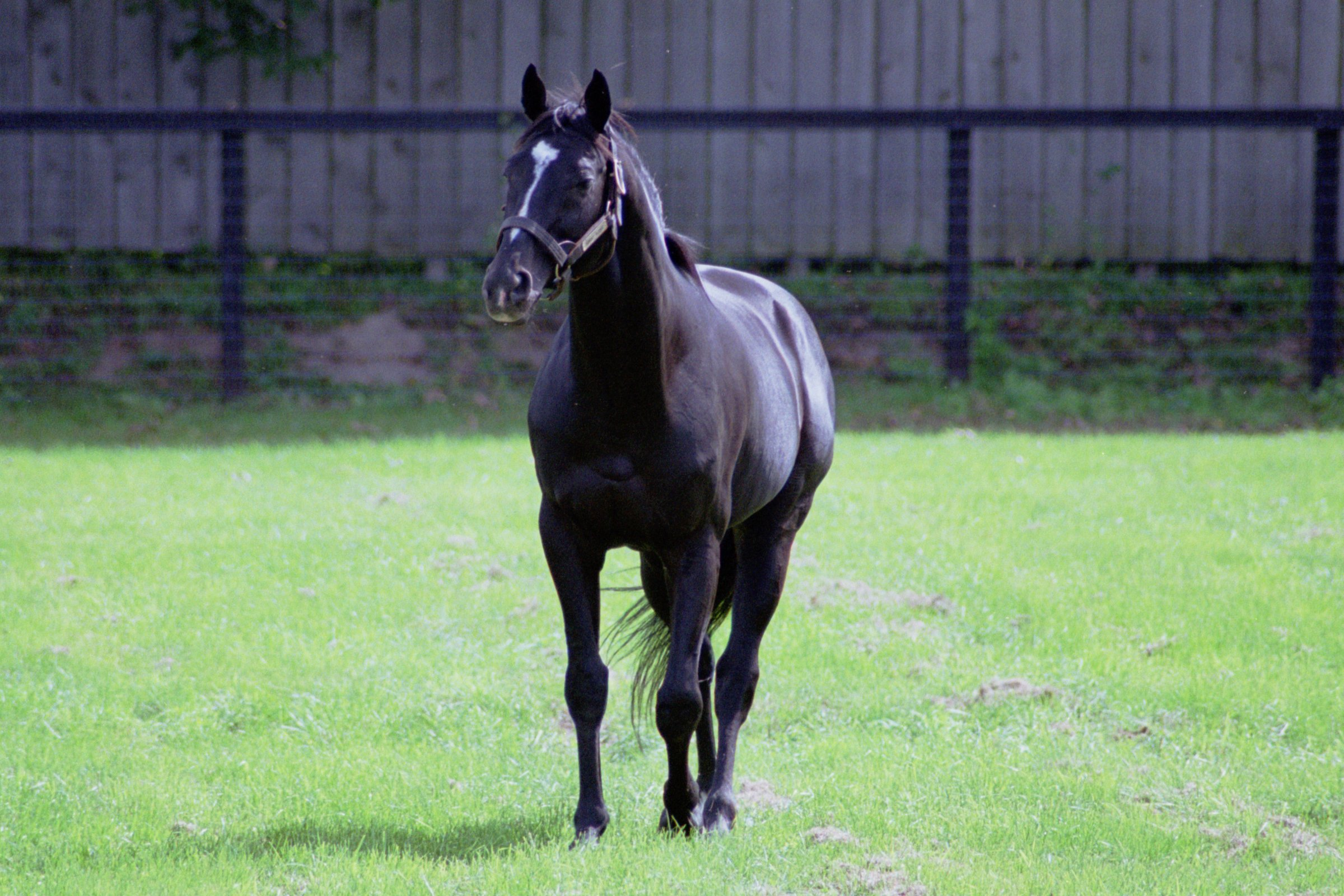
サンデーサイレンス

兄姉では、1997年アメリカ産の2番仔、ダーリンマイダーリン（父:デピュティミニスター）が出世している。1999年のフリゼットステークス（G1）並びにメイトロンステークス（G1）にて2着となっていた。

### 幼駒時代
5番仔は、清水大によれば「白老ファームで生まれた当歳馬の中でも、1、2を争う程素晴らしい馬」、また繁殖主任の石垣節雄によれば「生まれた時から優等生」だったと振り返っている。当歳時の2000年、セレクトセールに上場され、9450万円で売却。やがて大迫忍の所有となる。ゼンリンの前社長、最高顧問の大迫は、冠名「ゼンノ」の馬主だった。

「ゼンノ」の勝負服

5番仔は、大迫から「ゼンノロブロイ」という名前が与えられる。冠名「ゼンノ」に18世紀のスコットランドの英雄ロバート・ロイ・マグレガーの通称「ロブ・ロイ」を組み合わせたものだった。ゼンノロブロイは、デビューを前に、両親を喪っている。母ローミンレイチェルは、2001年5月2日に死亡。父サンデーサイレンスは、2002年8月19日に死亡している。サンデーサイレンスの死とともに、その後継種牡馬争いが始まり、ゼンノロブロイも後々、その争いに与することとなる。
社台グループの社台ファーム、追分ファームで育成が施された後、美浦トレーニングセンターの藤沢和雄厩舎に入厩する。担当者は、調教助手と厩務員を兼ねる調教厩務員の川越靖幸だった。川越は後に「跨ってみて直感的に"いい馬"だと思いました。うわべだけの元気のよさとは違う、内面的なパワーが伝わってきたんです。その頃からずっと絶対に走ってくる馬だと思っていました」と初対面を回顧している。
デビュー戦の鞍上には、武豊を起用し、新馬戦に出走登録を行う。しかし除外され、続いて2月の新馬戦でデビューとなった。鞍上は、初めに予定した武ではなく、横山典弘が起用された。

## 競走馬時代

### 3歳（2003年）

#### 東京優駿
2月9日、中山競馬場の新馬戦（芝1600メートル）にデビューとなる。1.8倍の1番人気だった。スタートから後方待機、スローペースを追走し、9番手で最終コーナーを通過。直線では大外から追い上げ、すべて差し切っていた。後方に2馬身差をつけて決勝線を通過。初出走初勝利を挙げる。続いて3月2日、阪神競馬場のすみれステークス（OP）に2番人気で出走。道中で落鉄しながら走り、終いで伸びず、リンカーン、クラフトワークには届かなかった。3着に敗れる。それから自己条件に戻り、4月12日の山吹賞（500万円以下）に1.4倍の1番人気で出走。3番手追走から直線で抜け出し、後方に2馬身半差をつけて決勝戦を通過し、2勝目を挙げる。この後は、クラシック三冠競走の二冠目にあたる東京優駿（日本ダービー）出走を目指した。
5月3日、東京優駿のトライアル競走である青葉賞（GII）に臨む。藤沢厩舎は、前年のシンボリクリスエスに続く青葉賞参戦だった。シンボリクリスエスは、前年の山吹賞、青葉賞を連勝した後、東京優駿を2着だった。秋は3歳ながら天皇賞（秋）に臨み優勝、ジャパンカップ3着を挟んで、暮れの有馬記念を優勝していた。この年のゼンノロブロイも2.3倍の1番人気に支持される。毎日杯を制したタカラシェーディー、先着を許したことがあるクラフトワークが相手でも人気を集めていた。
平均ペースのなか、好位の外側5番手を追走し、直線では外側から進出。先頭を奪取したが、すぐに内からタカラシェーディー、外からクラフトワークに詰め寄られた。半ば過ぎには、ゼンノロブロイが外側に斜行している。クラフトワークと接触していたが、矯正されてから末脚を発揮。軽く促されただけで加速し、2頭を突き放していた。後方に1馬身4分の1差をつけて重賞初勝利、東京優駿の優先出走権を獲得した。このレースでも落鉄していたが、今回は勝利を挙げていた。

続いて6月1日、東京優駿（GI）に臨む。クラシック三冠の一冠目・皐月賞では、ネオユニヴァースとサクラプレジデントが、3着以下に3馬身差をつける一騎打ちを続けて、アタマ差だけネオユニヴァースが先着し優勝していた。このワンツーは、二冠目でも信頼され、着順通り1番人気、2番人気に支持される「二強」となる。一方のゼンノロブロイは、トライアル競走から臨む新勢力の筆頭として支持された。2.6倍、3.6倍の「二強」に次ぐ6.4倍の3番人気だった。前日には台風接近のために降雨があったため、荒れた重馬場での開催だった。
2枠3番から先行、逃げるエースインザレースに次ぐ2番手を確保し、平均ペースで追走した。第3コーナーを馬場状態の良い外側に膨らみながら通過、馬場の良い所を確保した。内にネオユニヴァースとサクラプレジデント、外にザッツザプレンティを携えて、最終コーナーを通過。直線では、最内で失速するエースインザレースに代わって先頭に立ったが、まもなく内外から進出したネオユニヴァース、ザッツザプレンティが詰め寄って、3頭横並びとなった。
3頭では、特に、荒れて不利なはずの内側を進むネオユニヴァースの末脚が利く。一時は抜け出したゼンノロブロイは、ザッツザプレンティには張り合ったが、ネオユニヴァースには敵わなかった。先頭を明け渡してからは、再び取り戻す勢いはなかった。ザッツザプレンティには4分の3馬身先着したが、ネオユニヴァースには半馬身届かず、2着となる。ネオユニヴァースにクラシック二冠を許した。
以後の出走はせず、北海道門別町のファンタストクラブに移動して夏休みとなる。ファンタストクラブは、シンボリクリスエスも夏休みを過ごしており、共に併せ馬で運動したりしている。シンボリクリスエスは、前年の3歳夏にも滞在しており、その際得られた反省が、ゼンノロブロイに活かされていた。陣営は疲労を最小限に留めながら、馬を成長させようと心掛けた。

#### 菊花賞、有馬記念
秋は、古馬と対する天皇賞（秋）出走を目指す。まず始動戦として、クラシック三冠競走の三冠目・菊花賞のトライアル競走である9月28日の神戸新聞杯（GII）に、ケント・デザーモに乗り替わって臨んだ。クラシックを争ったネオユニヴァース、サクラプレジデント、ザッツザプレンティとの再戦となる。人気は、サクラプレジデント、ネオユニヴァースに次ぐ3.9倍の3番人気だった。
中団の内側を確保。先行するザッツザプレンティ、中団外側ネオユニヴァース、後方サクラプレジデントという隊列で追走した。第3コーナー過ぎにてサクラプレジデントは、外からまくりにかかり、最終コーナーですべてかわして抜け出していた。直線に4番手で向いたゼンノロブロイは、サクラプレジデントを追いつつ、ネオユニヴァースに追われる立場となるなか、末脚を発揮する。繰り出した末脚は鋭く、サクラプレジデントとネオユニヴァースを突き放していた。後続置き去りの独走状態、3馬身半差をつけて決勝線を通過する。
青葉賞以来となる重賞2勝目、ネオユニヴァースには東京優駿の雪辱を果たした。また菊花賞の優先出走権を獲得。このパフォーマンスを見た藤沢は、菊花賞の距離をこなせると判断。天皇賞（秋）出走を希望する大迫を説得し、予定を覆して、急遽菊花賞参戦が決定する。前年秋にシンボリクリスエスを導いていたオリビエ・ペリエが起用された。

10月26日の菊花賞（GI）では、三冠が懸かるネオユニヴァースを阻む立場を期待された。ネオユニヴァース2.3倍、ゼンノロブロイは2.5倍の2番人気だった。道中は、好位の内側を追走。第3コーナーにて、後方から外をまくり進出したネオユニヴァースを追いかけようとした。しかし外から他が群がっており、進路を確保できなかった。追い遅れる不利が生じて、先頭争いに食い込むことができなかった。ネオユニヴァースを下して三冠を阻んだザッツザプレンティに2馬身半以上後れを取る4着に敗退する。
この後は、11月下旬のジャパンカップ出走も考えたが「3000メートルを走った後にジャパンカップというのはかわいそう」（藤沢）として見送り、暮れの有馬記念を選択する。短期放牧を挟んでの参戦だった。12月28日の有馬記念に臨み、厩舎の先輩シンボリクリスエスとの対決が実現する。シンボリクリスエスは、天皇賞（秋）連覇などGI競走3勝、これが引退レースだった。シンボリクリスエスにペリエが騎乗したため、柴田善臣に乗り替わる。12頭立てでシンボリクリスエスが1番人気、タップダンスシチーを挟んだ3番人気がゼンノロブロイだった。
2頭が引っ張るハイペースとなるなか中団を、シンボリクリスエスの先を走っていた。第3コーナーから外を回ってシンボリクリスエスが進出。それを追いかけながら最終コーナーを通過したが、直線では突き放される一方で、9馬身以上の後れを取った。後方から追い込んだツルマルボーイこそしのいだが、先に抜け出したリンカーンはかわせず、3着だった。先輩シンボリクリスエスに大きく後れての決勝線通過で、藤沢は「『（ゼンノ）ロブロイ君、大丈夫かい?』って、（シンボリ）クリスエスが心配そうにしていたよ」と感じたという。藤沢は引退する厩舎のエースであるシンボリクリスエスの後継者として、ゼンノロブロイの今後に期待していた。

### 4歳（2004年）

#### 天皇賞（春）、宝塚記念
放牧の間に年をまたぎ、古馬となる。初戦は、阪神大賞典の予定もあったが、3月27日の日経賞（GII）だった。ウインジェネラーレ、チャクラなどを相手に1.1倍の1番人気に支持される。ウインジェネラーレが逃げたのに対して、好位の内側を追走した。最終コーナーでは、内から大外に持ち出してから追い上げを開始し、逃げるウインジェネラーレに詰め寄った。

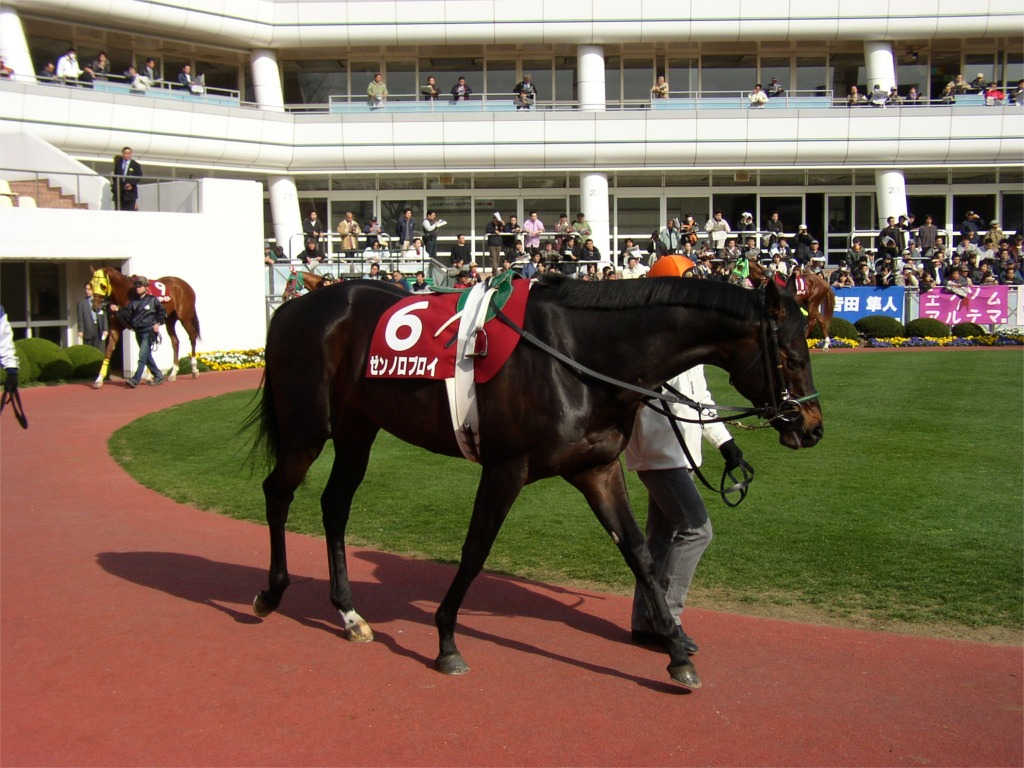
日経賞のパドックにて

やがて並びかけて、競り合いに持ち込んだが、ウインジェネラーレに粘られ、差し切るには至らなかった。競り合っている間に、ウインジェネラーレのもう一伸びに見舞われて、先着を許す。クビ差届かず2着だった。ウインジェネラーレは、前年の青葉賞で7着に下しており、返り討ちを食らった形となった。
続いて5月2日、天皇賞（春）に、ダミアン・オリヴァーに乗り替わって臨む。ネオユニヴァースやザッツザプレンティ、リンカーンなどクラシックを沸かせた4歳馬と再対決となる。4頭で4番人気までを占めて「4歳四強」とも呼ばれる中、序列は4番人気だった。
スタートで大逃げをする10番人気イングランディーレに対して、離れた馬群の5番手を追走、人気4頭では最も先を進んでいた。直線では馬群から抜け出すことに成功し、最後まで他の3頭などには先を譲らなかった。しかしイングランディーレには敵わず、2着敗退。大逃げが作ったリードは、追い上げる頃には既に挽回不能、7馬身後れを取った。
そして6月27日、宝塚記念（GI）に臨む。藤沢は、ゼンノロブロイの他にマグナーテン、ダンスインザムード、トレジャーの4頭出しをする予定だったが、マグナーテンは疲労で回避、ダンスインザムードはアメリカ遠征を選択し、結局2頭出しだった。前回騎乗したオリヴァーは、トレジャーに騎乗するため、藤沢は、マグナーテンに起用する予定だった田中勝春を起用する。リンカーンとザッツザプレンティとの再戦となるほか、ジャパンカップ優勝の7歳タップダンスシチー、安田記念優勝の6歳ツルマルボーイなどとの対決となる。3.5倍のタップダンスシチーに次ぐ、3.9倍の2番人気だった。
ローエングリンが大逃げしてハイペースを作り出し、馬群は縦長となる。離れた3番手追走のタップダンスシチーに対して、さらに離れた6番手を追走した。最終コーナーに差し掛かり、抜け出して押し切りを図るタップダンスシチーを追いかけたが、ハイペースゆえに脚が溜まらず、直線では末脚が利かなかった。余力なく斜行しながらの終いとなり、タップダンスシチーには敵わなかった。さらにシルクフェイマス、リンカーンにも先着される4着だった。
宝塚記念の後は、ミホ牧場を経由してファンタストクラブで夏休み、秋の初めの目標を天皇賞（秋）となる。GIにて惜敗を続けるゼンノロブロイは、次第に「未完の大器」や「善戦マン」などという有り難くない名前を頂戴するようになる。厩舎もエース・シンボリクリスエスの後継者として期待していたが、ここまでは後継者に適う成績ではなかった。

#### 天皇賞（秋）
秋は、まず天皇賞（秋）を目指して9月11日に帰厩。前哨戦として、同じ週の東西、毎日王冠と京都大賞典の両方に登録していたが、距離適性を重視して後者を選択した。岡部幸雄に乗り替わって臨んだ10月10日の京都大賞典（GII）では、アドマイヤグルーヴ、レニングラード、ダイタクバートラム、ナリタセンチュリーなどを相手に、1.4倍の1番人気に推されていた。
ダイタクバートラムが逃げる中、好位の3番手を追走。直線に向いて、ダイタクバートラムをかわして先頭となった。抜け出してから少々もたつき、その間に大外から追い込むナリタセンチュリーに接近を許した。ナリタセンチュリーの繰り出した末脚は鋭く、残り50メートルで差し切られた。かわされてから抵抗し、ナリタセンチュリーに詰め寄ったものの、クビ差届かず2着だった。
これにより、3歳の神戸新聞杯を最後に1年1か月勝利から遠ざかることとなる。出走希望馬が多く集まる大レースは、出走可能頭数を超過する場合、過去1年間のGI、重賞勝利した馬の出走希望を優先し、過去1年間重賞未勝利の馬の出走希望を劣後していた。このため、ゼンノロブロイは、天皇賞（秋）に出走できない危険があったが、頭数は17頭に落ち着き、出走を叶えた。鞍上は、追い遅れたミスで4着となった菊花賞以来となるペリエが起用される。

10月31日、天皇賞（秋）（GI）に臨む。当初注目を集めたのは、菊花賞ではなくこちらを選んだ8戦7勝の3歳牡馬、安藤勝己が騎乗し、この年のNHKマイルカップと東京優駿を史上初めて連勝、共にレコード、5馬身、1馬身半差で制したキングカメハメハだった。神戸新聞杯から臨むキングカメハメハは、古馬と初顔合わせだったが、キングカメハメハの「一強」だと考えられるようになる。対する古馬勢の面子が揃っていなかったためだった。
春に戴冠したイングランディーレ、タップダンスシチーはおらず、4歳のネオユニヴァースやザッツザプレンティは戦線離脱しており、GI善戦のゼンノロブロイと、安藤の好騎乗に助けられて安田記念を制した6歳ツルマルボーイが筆頭だった。おまけにキングカメハメハとツルマルボーイのどちらも導いた安藤は、キングカメハメハを選んでいた。この3歳と古馬の対立は、阿部珠樹によれば「古馬勢が低調（中略）相手関係だけを取り上げても、春にNHKマイルカップとダービーを制したキングカメハメハが『デカイ面』をするのは当然」という様子だった。
しかしキングカメハメハは、直前で屈腱炎を発症し、天皇賞（秋）回避したうえに引退に追い込まれる。即ち本命不在の混戦となった。相手には、ツルマルボーイ、ヒシミラクル、アドマイヤグルーヴなど、春のクラシックを制したばかりの3歳ダンスインザムード、ダイワメジャーなどがいたが、おしなべて直近は不調で、信頼されなかった。よって「押し出されるようなかたち」（優駿編集部）でGI善戦のゼンノロブロイと、前哨戦の毎日王冠を制して臨むGI優勝馬テレグノシスが人気を集める。ゼンノロブロイは、3.4倍の1番人気に支持された。前日に降雨があったため、稍重馬場での開催、当日は、先行内側有利の傾向だった。
7枠13番からスタートして中団の後方を確保。ローエングリンが引っ張る平均ペースを追走した。大外に回す後方勢も多数いたなか、内側で待機。9番手で向いた直線では、馬場の中央に進路を得てから追い上げた。ゼンノロブロイより外は、傾向に沿って伸びあぐね、内は失速するローエングリンに代わり、同厩舎の13番人気ダンスインザムードが抜け出し、それにアドマイヤグルーヴが続いていた。先頭目指して、残り300メートルにペリエの右ステッキの合図で末脚を発揮してダンスインザムードに並び立つ。
もたれたが左ステッキが入って持ち直し、もう一伸びして差し切った。ダンスインザムードに1馬身4分の1差をつけて先頭で決勝線を通過する。同厩舎でのワンツーフィニッシュを果たした。通過直後、ペリエは、傍らにいるダンスインザムードのクリストフ・ルメールと馬上でハイタッチをして喜びを分かち合っている。
天皇賞（秋）優勝、1年1か月ぶりの勝利、6度目の挑戦でGI初勝利を挙げる。屈腱炎2頭、不調2頭で瓦解する「4歳四強」の中で、不調を脱して初めてGIタイトルにありついた。ペリエは、前年をシンボリクリスエスで優勝しており、1956年をミッドファーム、1957年をハクチカラで優勝した保田隆芳以来47年ぶり2人目となる天皇賞（秋）連覇を成し遂げる。また藤沢は、1996年バブルガムフェロー、2002年、2003年シンボリクリスエスに続いて天皇賞（秋）4勝目で3連覇達成、これまで尾形藤吉、境勝太郎、池江泰郎が挑戦して果たせなかった同一JRAGI競走3連覇を、史上初めて成し遂げた。また白老ファームは、1988年マイルチャンピオンシップのサッカーボーイ以来10年以上ぶりにJRAGI勝利を果たしている。当日、大迫は競馬場に来ることができず、代わりに長男の正善が臨場している。正善は、スタンドから突き抜けるゼンノロブロイを見て、震えが止まらなかった。「父の夢で、ずっと一番欲しかったタイトルを手に入れることができた」と回顧している。

#### ジャパンカップ
11月28日、日本中央競馬会創立50周年を記念した「ゴールデンジュビリーデー」当日の最終第11競走、メインレースに組まれたジャパンカップに臨む。日愛英仏北海道の16頭立てだった。アイルランドのタタソールズゴールドカップ優勝馬パワーズコート、イギリスのコロネーションカップ連覇・バーデン大賞優勝馬ウォーサンとカナディアンインターナショナルステークス優勝馬フェニックスリーチ、フランスのリディアテシオ賞優勝馬リュヌドールとフォワ賞優勝馬ポリシーメイカーという5頭の外国調教馬を迎えていた。しかし優駿編集部によれば「海外からの参戦馬に超のつくビッグネームが不在」だったという。このため人気の中心は日本調教馬だった。北海道のコスモバルク、中央のハーツクライ、ナリタセンチュリー、ハイアーゲームなどと対して、ゼンノロブロイが2.7倍の1番人気だった。
5枠9番からスタートし中団7番手に位置、逃げるマグナーテンの平均ペースを追走した。6番手で迎えた直線では、馬場の中央に進路を得てから追い上げた。前では2番手から抜け出すコスモバルクや、ポリシーメイカー、ヒシミラクルなどがいたが、末脚を使ってそれらを置き去りにする。残り200メートルで先頭に立ってからは、独走となった。ペリエは、左手でガッツポーズする余裕を見せながら、決勝線通過を通過する。粘って2着を確保したコスモバルクに3馬身差をつけていた。
連勝、ジャパンカップ優勝を果たす。1999年スペシャルウィーク、2000年テイエムオペラオーに続いて史上3頭目、これまで15頭が参戦しながらその2頭しか果たせなかった天皇賞（秋）とジャパンカップの連続優勝を成し遂げた。ペリエと藤沢は、シンボリクリスエスの2年連続3着という雪辱を果たしている。ペリエは2001年ジャングルポケット以来2勝目、当日、妻と2人の子供を呼んでおり、家族の前で優勝を見せつけている。藤沢は、バブルガムフェロー、シンボリクリスエスなどで敗戦し続け、8度目の挑戦で初優勝だった。また「ゴールデンジュビリーデー」の第10競走・準メインレースは、ジャパンカップダート（GI）であり、JRA史上初めてとなる複数GI同日実施となっている。ジャパンカップダートを制したのは、ゼンノロブロイと同じ白老ファーム生産、2歳先輩のタイムパラドックスだった。

#### 有馬記念
12月26日の有馬記念に臨む。21日には、ペリエが体調不良を訴え、病院に運ばれたが大事には至らず、コンビ継続となった。16頭立てのなか、単勝オッズ2.0倍の1番人気に支持される。以下、コスモバルク、凱旋門賞帰りのタップダンスシチー、菊花賞優勝のデルタブルース、ステイヤーズステークス優勝のダイタクバートラムが次いで推されていた。
最内枠の1枠1番からスタート、タップダンスシチーがハナを奪って逃げる中、その2番手を確保。隣にヒシミラクル、背後にデルタブルースを置く位置で追走した。タップダンスシチーはハイペースを刻み、第3コーナーから最終コーナーにかけてさらに加速して、後方勢を千切り、押し切りを図った。ヒシミラクルやデルタブルースなどその他大勢は、それに敵わなかったが、唯一ゼンノロブロイは張り合い、詰め寄っていた。
直線では、逃げるタップダンスシチーと追うゼンノロブロイの一騎打ちとなる。追うゼンノロブロイは末脚で並びかけた。しかし直後に、タップダンスシチーの抵抗に遭い、しばらく横並びの競り合い「（19）77年テンポイント - トウショウボーイ以来の壮絶なマッチレース」（日刊スポーツ）となる。それでも終いに、タップダンスシチーを下した。タップダンスシチーの半馬身差し切り、決勝線を先頭で通過する。
| 秋の中長距離GIレース連勝（2004年まで） | 秋の中長距離GIレース連勝（2004年まで） | 秋の中長距離GIレース連勝（2004年まで） | 秋の中長距離GIレース連勝（2004年まで） | 秋の中長距離GIレース連勝（2004年まで） |
| 年                                     | 優勝馬                                 | 天秋                                   | JC                                     | 有馬                                   |
| -------------------------------------- | -------------------------------------- | -------------------------------------- | -------------------------------------- | -------------------------------------- |
| 1999                                   | スペシャルウィーク                     | 1                                      | 1                                      | 2                                      |
| 2000                                   | テイエムオペラオー                     | 1                                      | 1                                      | 1                                      |
| 2004                                   | ゼンノロブロイ                         | 1                                      | 1                                      | 1                                      |

有馬記念戴冠。2000年テイエムオペラオー以来史上2頭目となる、同一年秋の中長距離三大競走、天皇賞（秋）、ジャパンカップ、有馬記念3連勝を成し遂げる。この3連勝により、ボーナス2億円も進呈された。藤沢は、シンボリクリスエスの連覇に続いて有馬記念3連覇。ペリエも3連覇、凱旋門賞3連覇に有馬記念3連覇を付け加えていた。走破タイム2分29秒5は、2003年シンボリクリスエスの2分30秒5を1.0秒上回る有馬記念レコード樹立。さらに1996年阪神競馬場のエメラルドステークス、カミノマジックの2分30秒4を0.9秒上回る、JRAレコードを樹立した。
この年のJRA賞では、年度代表馬、最優秀4歳以上牡馬を受賞している。最優秀4歳以上牡馬は満票285票での選出、年度代表馬は次点のキングカメハメハに6票しか許さない279票での選出だった。藤沢は、1998年のタイキシャトル、2002年と2003年のシンボリクリスエスに次いで、3年連続となる管理馬の年度代表馬受賞だった。年内引退、種牡馬入りがちらついたが、大迫は「古馬にスターホースが不足している現状」も踏まえて、現役続行となる。

### 5歳（2005年）

#### 宝塚記念
有馬記念以後は放牧となり、年をまたいで5歳となる。藤沢は、この年の外国遠征を目指したが、大迫は、前年に制した秋の3戦への参戦を重視していた。両者の協議の結果、一度は国内専念が決定していたが、藤沢が説得し、一転して夏の外国、イギリス遠征が決定した。5月4日に帰厩し、史上初めてとなるGI競走4連勝を目指して、6月26日の宝塚記念に臨む。タップダンスシチー、ハーツクライ、リンカーン、コスモバルクなどと対する15頭立てとなる中、1.9倍のタップダンスシチーに次ぐ、3.0倍の2番人気、2頭による「二強」だった。
スタートから中団の内側6番手を確保し、逃げるコスモバルクが先導する平均ペースを追走。向こう正面で位置を上げて内側の3番手、コスモバルクの背後を得ていた。逃げるコスモバルクの失速に伴い、2番手追走のタップダンスシチーが先頭を奪取しており、それを追いかけようとした。最終コーナーでは、コスモバルクは内側のラチからおよそ2頭分外側を走っていたため、コスモバルクをかわして、タップダンスシチーを追い詰めようとそこに突入。しかしその瞬間に、コスモバルクが内に戻り、たちまちその進路が塞がれる不利を受けてブレーキ、外への転進を余儀なくされた。直線では遅れて追い上げたが、スムーズに進んだ11番人気スイープトウショウ、3番人気ハーツクライの末脚に屈し、3着。GI競走4連勝はならなかった。
遡って6月18日には、大迫が59歳で死去しており、直後の宝塚記念は、手向けの優勝とはならなかった。また生前の大迫が述べた「秋は国内の3戦に全力投球してほしい」が遺言となる。その通りに、天皇賞（秋）、ジャパンカップ、有馬記念の参戦を軸に、今後の予定を組むこととなった。7月17日には、死後1か月の猶予期間が終わり、大迫の馬主資格は失効となっている。そのため7月28日からは、「ゼンノ」の馬はすべて、大迫忍の妻である大迫久美子が引き継ぐこととなり、ゼンノロブロイも大迫久美子の所有馬となった。
宝塚記念の後は、秋の大競走3戦まで間が空くため、陣営は、どこかで1戦出走したい事情があった。そのためイギリス遠征に至っている。イギリス留学を経て調教師となった藤沢だったが、イギリス競馬は消耗が激しいコース設計である上、フランスなどから強豪が集結することから、遠征を許す条件を高く設定していた。しかしゼンノロブロイは、その条件に適ったため、遠征が実現する。ただし藤沢は、コースがなるべく平坦な競馬場参戦を考えていた。ニューベリー競馬場のキングジョージ6世&クイーンエリザベスステークスという選択肢もあったが、より平坦なヨーク競馬場で行われるインターナショナルステークス参戦が決定する。
ミホ分場を経由して検疫を行い、7月20日にイギリスへ入国。ニューマーケット調教場のジェフリー・ラグ厩舎に滞在する。騎手の鹿戸雄一が帯同して、調教を担当した。ゼンノロブロイは、独りになると遊んでしまう癖があるため、滞在先のラグ厩舎の馬に混じり、現地の馬とともに調教を行っている。イギリスでは初め、小動物が近づくだけで驚くほどだったが、滞在するにつれて精神面が強くなり、厩舎隣の家の犬が近づいてきても動じないようになったという。鞍上には、新たに武豊を迎える。武の誕生日に騎乗依頼をしていた。

#### インターナショナルステークス
8月16日、インターナショナルステークス（G1）に臨む。デズモンドステークス優勝並びにプリンスオブウェールズステークス2着のエース、前年のキングジョージ6世&クイーンエリザベスステークス優勝のドイエン、ミラノ大賞優勝のエレクトロキューショニスト、ゴードンステークス並びにハクスレイステークス優勝のマラーヘル、ブリガディアジェラードステークス優勝のニューモーニング、前年2着のノースダンサーと相対する。日愛英伊の4か国7頭からなる競走となった。そのなかで現地では、アイルランドのエイダン・オブライエン厩舎のエースが1番人気となり、その次に推されたのが日本のゼンノロブロイ、3番人気はノースダンサーとエレクトロキューショニストだった。
スタートから中団追走。エースが逃げたが、7頭接近して一団であり、勝負は直線まで持ち越された。直線では、まずエースにマラーヘル、ノースダンサーが並んで争い、その後方外から、ゼンノロブロイとエレクトロキューショニストが追いかける形となった。次第に後方外の2頭の末脚が利くようになり、残り200メートルでは、5頭による横一線の先頭争いが形成されたが、終いは後方外の2頭が優勢となる。ゼンノロブロイは前の3頭を差し切り、エレクトロキューショニストに先んじて決勝線手前で先頭を奪取に成功した。ところが次第に大外のエレクトロキューショニストが最優勢となる。ゼンノロブロイは寸前で差し切られて、エレクトロキューショニストに先着を許した。クビ差の2着だった。
この競走のパドックでは、ゼンノロブロイの仕上がりが高く評価されており、主催者から川越に対し「最も美しい馬に仕上げた厩務員に贈られる賞」ベストターンドアウト賞が与えられている。川越は、その賞の存在を把握しておらず、受賞を通知する封筒が手渡されたときは、驚いたという。なお武は、この競走の最後の直線で、使用制限を超える回数のムチを振るったため、当局から騎乗停止処分を受けている。外国出張中の範囲内だったため、日本中央競馬会が騎乗停止処分を科すことはなかった。
レース直後には、ヨーロッパに居残り、アイリッシュチャンピオンステークスに参戦するという計画も持ち上がり、登録もしていたが、藤沢は、大迫の遺言に従って秋の古馬の三大競走への参戦を重視。自重して、帰国となった。8月22日に帰国し、競馬学校での検疫、ミホ分場での着地検疫を経て、9月下旬に美浦に帰厩する。帰国後は疲れが出たが、暑さの終わりとともに回復していた。秋3戦のうち、ジャパンカップと有馬記念は、デザーモが騎乗することが早々に決まっていたため、天皇賞（秋）だけ空位となっていた。そこで藤沢は、代打として横山を起用する。東京優駿2着以来のコンビ復帰だった。

#### 天皇賞（秋）
10月30日、天皇賞（秋）に臨む。ハーツクライ、リンカーン、スイープトウショウ、サンライズペガサス、タップダンスシチーなどと対して、2.2倍の1番人気だった。今回は「エンペラーズカップ100周年記念」という副題が附されたうえに、前年に直前の新潟中越地震のため叶わなかった、天皇明仁・皇后美智子の競馬場行幸が実現。1899年（明治32年）以来106年ぶりとなる「天覧競馬」、史上初めて天皇が臨席する中で開催される天皇賞だった。
7枠13番からスタート。ストーミーカフェが逃げて、スローペースで先導するなか、中団を追走。8番手で最終コーナーを通過した。直線では、馬場の中央に持ち出し、前方に形成された馬群から抜け出し、内で先に抜け出した同厩舎のダンスインザムードを目指して、末脚を発揮する。後方外にいたスイープトウショウやハーツクライなどを置き去りにし、抵抗するダンスインザムードと並び立ったが、内にもたれながらの進出だった。
2頭横並びのまま、決勝線手前まで到達し、ゼンノロブロイは優位を保っていた。しかし中団内側から追い込んだ14番人気ヘヴンリーロマンスに、横並びの2頭の隙間から詰め寄られ、寸前で並ばれる。ヘヴンリーロマンスにアタマ差差し切られた頃が決勝線通過だった。2着敗退、天皇賞（秋）連覇はならなかった。

#### ジャパンカップ
続いて11月27日、ジャパンカップに臨み、日本調教馬の他に外国調教馬とも対した。サンクルー大賞優勝馬イギリスのアルカセット、イギリスとアイルランドオークス、香港ヴァーズなどG1競走7勝馬イギリスのウィジャボード、前年の凱旋門賞などG1競走5勝馬フランスのバゴなど、6頭でG1競走18勝の外国勢だった。対して日本勢は、ハーツクライ、3歳馬アドマイヤジャパン、タップダンスシチーなどがいた。日米欧北海道の18頭立てとなるなか、ゼンノロブロイは2.2倍の1番人気に推される。次いでハーツクライ、アルカセットだった。
4枠8番からスタート。タップダンスシチーとストーミーカフェがハイペースで引っ張るなか、アルカセットとハーツクライとともに後方を追走した。13番手で最終コーナーを通過。直線では逃げるタップダンスシチーを目指し、ウィジャボードやアルカセット、ハーツクライ、アドマイヤジャパンとともに追い込んだ。大外から末脚を使ったゼンノロブロイは、残り200メートルでほとんど先頭となり、他を出し抜いていた。
しかし抜け出すと途端に失速。内のアルカセットとハーツクライの接近を許し、抵抗できずかわされた。アルカセットとハーツクライが並んで決勝線を通過する一方で、その争いに1馬身4分の3馬身後れを取った。1989年ジャパンカップのホーリックスを上回る日本レコード決着となるなか、3着に敗れる。史上初めてとなるジャパンカップ連覇もならなかった。

#### 有馬記念
12月25日、有馬記念に臨む。これが引退レースとなる。3歳牡馬ディープインパクトと相対することとなった。

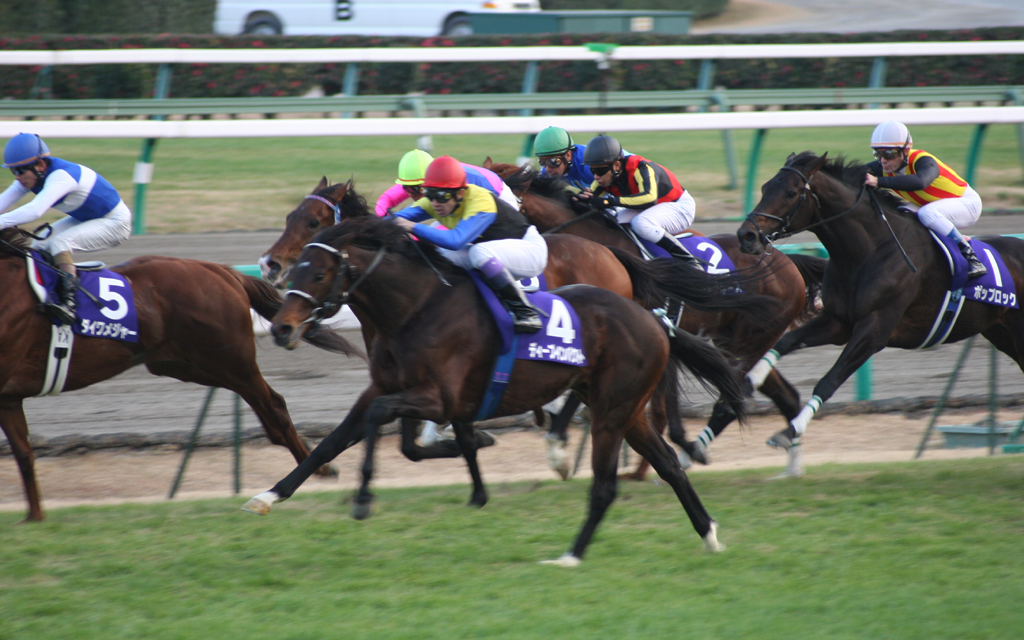
ディープインパクト

ディープインパクトは、デビューから3連勝して臨んだ皐月賞を2馬身半差で、そして東京優駿を5馬身差で、神戸新聞杯を挟んで菊花賞を2馬身差で戴冠。無敗でクラシック三冠を果たし、次に臨んだのが有馬記念だった。世代限定戦から解かれたディープインパクトにとって、これが古馬との初めての対決だった。16頭立て、他にデルタブルース、ハーツクライ、タップダンスシチー、という古馬勢も出走していたが、人気はどこまでもディープインパクトだった。そんな中でゼンノロブロイは、ディープインパクトに抗う古馬勢の筆頭として持ち上げられる。ディープインパクトは1.3倍、対してゼンノロブロイは6.8倍、それからデルタブルース11.5倍、ハーツクライ17.1倍だった。
2枠3番からスタートしたが、直後に両隣の馬に挟まれる。後方に押し込められ、中団後方の追走となった。2周目の第3コーナーまで後方内側で待機し、第3コーナーを過ぎてから促された。直線では、進路を外に求めてから追い上げ、大外から進出したディープインパクトに立ち向かったが、促されても反応が鈍かった。末脚利かず、ディープインパクトに突き放されて、敵わなかった。そのうえいくらかの古馬にも及ばなかった。
ハーツクライがディープインパクトを出し抜き優勝し、それからリンカーン、コスモバルク、コイントス、ヘヴンリーロマンス、サンライズペガサスにも後れを取る8着敗退。有馬記念連覇はならなかったうえに、デビュー20戦目にして初めて入着を逃した。レース中は、捻挫を発症していたという。
| 位 | 馬名               | 総獲得賞金          | 戦績     | GI勝利（*ボーナス獲得）                         |
| -- | ------------------ | ------------------- | -------- | ----------------------------------------------- |
| 1  | テイエムオペラオー | -18億3,518万9,000円 | 26戦14勝 | 皐月賞、天皇賞春連覇、宝塚記念、*秋古馬三大競走 |
| 2  | ゼンノロブロイ     | 11億1,560万8,000円  | 20勝7勝  | *秋古馬三大競走                                 |
| 3  | スペシャルウィーク | -10億9,262万3,000円 | 17戦10勝 | 東京優駿、天皇賞春秋、ジャパンC                 |
| 4  | タップダンスシチー | -10億8,422万1,000円 | 42戦12勝 | 宝塚記念、ジャパンC                             |

12月28日、日本中央競馬会の競走馬登録を抹消、競走馬を引退となる。この年のJRA賞では、最優秀4歳以上牡馬部門にて全291票中1票に留まり、受賞を逃している。引退時点でのJRAでの総獲得賞金は、11億1,560万8,000円を記録、スペシャルウィークとタップダンスシチーを上回り、テイエムオペラオーに次ぐ史上2番目となった。

## 種牡馬時代
競走馬引退後は、北海道安平町の社台スタリオンステーションにて種牡馬として繋養される。さらにシャトル種牡馬としてオセアニアにも派遣された時期もあった。日本では、初年度は216頭の繁殖牝馬を集めている。以後10年間、三桁の繁殖牝馬を集め続けた。2015年秋には社台を退き、2016年からは、北海道日高町のブリーダーズスタリオンステーションに繋養される。移動した2016年から種付け頭数は減少していき、その後三桁に回復することはなかった。2021年からは、北海道新冠町の村上欽哉牧場にて、プライベートの種牡馬として繋養された。2022年8月に入ってからは腰の状態が悪化し、心臓が衰弱するようになり、翌9月2日、心不全のために22歳で死亡する。

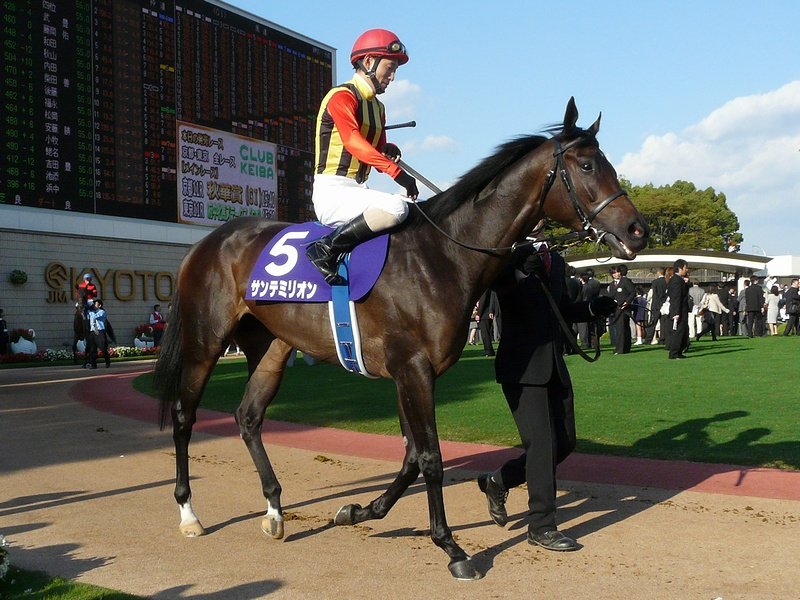
サンテミリオン（2007年産）

産駒は、2009年から競馬場で走っている。初年度産駒であるサンテミリオン（母父:ラストタイクーン）が2010年の優駿牝馬を優勝、クラシック優勝産駒が出現した。同じく初年度産駒のマグニフィカ（母父:ラーイ）が、2010年のジャパンダートダービーを優勝、ダートのGI級競走優勝産駒も現れている。
そのほか重賞優勝産駒も多数輩出しており、5年目産駒のバウンスシャッセ（母父:ホーリング）は、2014年のフラワーカップ、2015年の中山牝馬ステークス、2016年の愛知杯を優勝。初年度産駒のトレイルブレイザー（母父:フォーティナイナー）は、2011年のアルゼンチン共和国杯、2012年の京都記念を優勝するなど、重賞を複数優勝する産駒も現れている。
また産駒の牝馬も多数、繁殖牝馬となっており、重賞を優勝するブルードメアサイアーとしての産駒も輩出。例えば、ディバインフォース（父:ワークフォース）は、2021年のステイヤーズステークスを優勝。アスクワイルドモア（父:キズナ）は、2022年の京都新聞杯を優勝している。

## 競走成績
以下の内容は、netkeiba.com、JBISサーチおよびRacing Post、『優駿』2009年1月号の情報に基づく。
| 競走日 | 競走日 | 競走日 | 競馬場 | 競走名              | 格  | 距離 （馬場） | 頭 数 | 枠 番 | 馬 番 | オッズ （人気） | 着順 | タイム （上り3F） | 着差 | 騎手         | 斤量 [kg] | 1着馬 （2着馬）        | 馬体重 [kg] |
| ------ | ------ | ------ | ------ | ------------------- | --- | ------------- | ----- | ----- | ----- | --------------- | ---- | ----------------- | ---- | ------------ | --------- | ---------------------- | ----------- |
| 2003.  | 02.    | 09     | 中山   | 3歳新馬             |     | 芝1600m（稍） | 15    | 6     | 10    | 1.8（1人）      | 1着  | 01.37.8 (35.0)    | -0.4 | 横山典弘     | 56        | （ペイシャンスキング） | 504         |
|        | 03.    | 02     | 阪神   | すみれS             | OP  | 芝2200m（稍） | 10    | 5     | 5     | 2.8（2人）      | 3着  | 02.17.3 (34.5)    | -0.4 | 横山典弘     | 56        | リンカーン             | 500         |
|        | 04.    | 12     | 中山   | 山吹賞              | 5下 | 芝2200m（良） | 10    | 8     | 10    | 1.4（1人）      | 1着  | 02.14.9 (34.7)    | -0.4 | 横山典弘     | 56        | （ルーベンスメモリー） | 496         |
|        | 05.    | 03     | 東京   | 青葉賞              | GII | 芝2400m（良） | 15    | 6     | 11    | 2.3（1人）      | 1着  | 02.26.3 (34.1)    | -0.2 | 横山典弘     | 56        | （タカラシャーディー） | 488         |
|        | 06.    | 01     | 東京   | 東京優駿            | GI  | 芝2400m（重） | 18    | 2     | 3     | 6.4（3人）      | 2着  | 02.28.6 (35.7)    | -0.1 | 横山典弘     | 57        | ネオユニヴァース       | 490         |
|        | 09.    | 28     | 阪神   | 神戸新聞杯          | GII | 芝2000m（良） | 13    | 2     | 2     | 3.9（3人）      | 1着  | 01.59.5 (34.8)    | -0.6 | K.デザーモ   | 56        | （サクラプレジデント） | 492         |
|        | 10.    | 26     | 京都   | 菊花賞              | GI  | 芝3000m（良） | 18    | 2     | 4     | 2.5（2人）      | 4着  | 03.05.3 (35.6)    | -0.5 | O.ペリエ     | 57        | ザッツザプレンティ     | 494         |
|        | 12.    | 28     | 中山   | 有馬記念            | GI  | 芝2500m（良） | 12    | 2     | 2     | 5.9（3人）      | 3着  | 02.32.1 (36.8)    | -1.6 | 柴田善臣     | 55        | シンボリクリスエス     | 506         |
| 2004.  | 03.    | 27     | 中山   | 日経賞              | GII | 芝2500m（良） | 14    | 4     | 6     | 1.1（1人）      | 2着  | 02.32.8 (34.9)    | -0.0 | 柴田善臣     | 57        | ウインジェネラーレ     | 502         |
|        | 05.    | 02     | 京都   | 天皇賞（春）        | GI  | 芝3200m（良） | 18    | 8     | 16    | 7.7（4人）      | 2着  | 03.19.5 (35.1)    | -1.1 | D.オリヴァー | 58        | イングランディーレ     | 494         |
|        | 06.    | 27     | 阪神   | 宝塚記念            | GI  | 芝2200m（良） | 15    | 2     | 3     | 3.9（2人）      | 4着  | 02.11.6 (35.7)    | -0.5 | 田中勝春     | 58        | タップダンスシチー     | 494         |
|        | 10.    | 10     | 京都   | 京都大賞典          | GII | 芝2400m（良） | 10    | 4     | 4     | 1.4（1人）      | 2着  | 02.25.2 (34.0)    | -0.0 | 岡部幸雄     | 57        | ナリタセンチュリー     | 492         |
|        | 10.    | 31     | 東京   | 天皇賞（秋）        | GI  | 芝2000m（稍） | 17    | 7     | 13    | 3.4（1人）      | 1着  | 01.58.9 (34.4)    | -0.2 | O.ペリエ     | 58        | （ダンスインザムード） | 498         |
|        | 11.    | 28     | 東京   | ジャパンカップ      | GI  | 芝2400m（良） | 16    | 5     | 9     | 2.7（1人）      | 1着  | 02.24.2 (34.7)    | -0.5 | O.ペリエ     | 57        | （コスモバルク）       | 502         |
|        | 12.    | 26     | 中山   | 有馬記念            | GI  | 芝2500m（良） | 15    | 1     | 1     | 2.0（1人）      | 1着  | R2:29.5 (35.3)    | -0.1 | O.ペリエ     | 57        | （タップダンスシチー） | 508         |
| 2005.  | 06.    | 26     | 阪神   | 宝塚記念            | GI  | 芝2200m（良） | 15    | 4     | 6     | 3.0（2人）      | 3着  | 02.11.7 (36.1)    | -0.2 | K.デザーモ   | 58        | スイープトウショウ     | 500         |
|        | 08.    | 16     | ヨーク | インターナショナルS | G1  | 芝2080m（良） | 7     | 6     | 6     |                 | 2着  |                   | クビ | 武豊         | 59.5      | Electrocutionist       | 計不        |
|        | 10.    | 30     | 東京   | 天皇賞（秋）        | GI  | 芝2000m（良） | 18    | 7     | 13    | 2.2（1人）      | 2着  | 02.00.1 (32.7)    | -0.0 | 横山典弘     | 58        | ヘヴンリーロマンス     | 500         |
|        | 11.    | 27     | 東京   | ジャパンカップ      | GI  | 芝2400m（良） | 18    | 4     | 8     | 2.1（1人）      | 3着  | 02.22.4 (34.7)    | -0.3 | K.デザーモ   | 57        | アルカセット           | 508         |
|        | 12.    | 25     | 中山   | 有馬記念            | GI  | 芝2500m（良） | 16    | 2     | 3     | 6.8（2人）      | 8着  | 02.32.8 (35.4)    | -0.9 | K.デザーモ   | 57        | ハーツクライ           | 520         |

- タイム欄のRはレコードタイム。

## 種牡馬成績

### 年度別成績
日本国内に限る。以下の内容は、JBISサーチの情報に基づく。
| 種付年度 | 種付頭数 | 生産頭数 | 血統登録頭数 | 出走頭数 | 勝馬頭数 | 重賞勝馬頭数 | AEI  | CPI  |
| -------- | -------- | -------- | ------------ | -------- | -------- | ------------ | ---- | ---- |
| 2006     | 216      | 125      | 121          | 106      | 74       | 7            | 2.29 |      |
| 2007     | 158      | 111      | 108          | 96       | 70       | 2            | 1.45 |      |
| 2008     | 158      | 105      | 99           | 93       | 59       | 2            | 1.17 |      |
| 2009     | 116      | 72       | 69           | 63       | 40       | 1            | 0.85 |      |
| 2010     | 254      | 185      | 184          | 169      | 131      | 5            | 1.12 |      |
| 2011     | 207      | 146      | 142          | 129      | 92       | 4            | 1.17 |      |
| 2012     | 147      | 95       | 94           | 86       | 68       | 2            | 1.18 |      |
| 2013     | 102      | 66       | 65           | 59       | 40       | 0            | 0.59 |      |
| 2014     | 103      | 67       | 65           | 59       | 43       | 2            | 0.83 |      |
| 2015     | 101      | 60       | 60           | 55       | 36       | 1            | 0.64 |      |
| 2016     | 46       | 31       | 29           | 26       | 20       | 0            | 0.44 |      |
| 2017     | 36       | 29       | 29           | 26       | 20       | 1            | 0.57 |      |
| 2018     | 49       | 27       | 27           | 24       | 15       | 0            | 0.44 |      |
| 2019     | 25       | 11       | 11           | 5        | 0        | －           | 0.34 |      |
| 2020     | 10       | 6        | 5            | 0        | －       | －           | －   |      |
| 2021     | 2        | 0        | 0            | 0        | －       | －           | －   |      |
| 合計     | 合計     | 合計     | 1108         | 996      | 708      | 27           | 1.25 | 1.79 |

- 出走頭数、勝馬頭数、重賞勝馬頭数、アーニングインデックス、コンパラブルインデックスは、平地競走に限る。
- 情報は、2022年10月18日時点。

### 重賞優勝産駒

#### GI級競走優勝産駒
地方競馬独自の格付けは、アスタリスクを充てる。GI級競走は、太字強調にて示す。
- 2007年産
  - サンテミリオン（2010年優駿牝馬、フローラステークス）- 母父:ラストタイクーン[177]
  - マグニフィカ（2010年ジャパンダートダービー、*東京湾カップ、2011年*京成盃グランドマイラーズ）- 母父:ラーイ[178]

#### グレード制及びダートグレード重賞優勝産駒
- 2007年産
  - トレイルブレイザー（2011年アルゼンチン共和国杯、2012年京都記念）- 母父:フォーティナイナー[180]
  - ペルーサ（2010年青葉賞）- 母父:キャンディストライプス[186]
  - アニメイトバイオ（2010年ローズステークス）- 母父:フレンチデピュティ[187]
  - コスモネモシン（2010年フェアリーステークス、2013年新潟記念）- 母父:シングスピール[188]
- 2008年産
  - ルルーシュ（2012年アルゼンチン共和国杯）- 母父:ハイエストオナー[189]
- 2009年産
  - ナムラビクター（2014年アンタレスステークス）- 母父:エンドスウィープ[190]
- 2011年産
  - バウンスシャッセ（2014年フラワーカップ、2015年中山牝馬ステークス、2016年愛知杯）- 母父:ホーリング[179]
  - サングレアル（2014年フローラステークス）- 母父:カーリアン[191]
  - アズマシャトル（2015年小倉記念）- 母父:マルゼンスキー[192]
  - リラヴァティ（2016年マーメイドステークス）- 母父:シングスピール[193]
- 2012年産
  - タンタアレグリア（2017年アメリカジョッキークラブカップ）- 母父:スツーカ（英語版）[194]
  - リアファル（2015年神戸新聞杯）- 母父:エルコンドルパサー[195]
- 2013年産
  - メートルダール（2017年中日新聞杯）- 母父:シルヴァーホーク[196]
- 2015年産
  - サトノフェイバー（2018年きさらぎ賞）- 母父:ディストーテッドヒューマー[197]
  - グリム（2018年レパードステークス、2018年、19年白山大賞典、2019年名古屋大賞典、マーキュリーカップ）- 母父:サクラバクシンオー[198]

#### 地方重賞優勝産駒
- 2007年産
  - マカニビスティー（2010年東京ダービー）- 母父:ブライアンズタイム[199]
- 2008年産
  - マニエリスム（2011年東京プリンセス賞）- 母父:フォーティナイナー[200]
- 2009年産
  - カレンレッドロック（2013年文月賞）- 母父:トウカイテイオー[201]
- 2010年産
  - ヴィルトグラーフ（2016年大分川賞、池田湖賞、九州大賞典）- 母父:トニービン[202]
- 2011年産
  - ランドオザリール（2018年嘉瀬川賞）- 母父:カーリアン
- 2012年産
  - エイシンファイヤー（2019年二十四万石賞）- 母父:フォーティナイナー[203]
- 2013年産
  - アッキー（2020年六甲盃、ビューチフルドリーマーカップ）- 母父:プレミアムサンダー[204]
  - シャドウチェイサー（2020年オータムカップ）- 母父:キングマンボ[205]
- 2016年産
  - マリーグレイス（2018年若鮎賞）- 母父:キングカメハメハ[206]
- 2018年産
  - マカベウス（2020年平和賞）- 母父:プリサイスエンド[207]

### 母の父としての重賞優勝産駒

#### グレード制及びダートグレード重賞優勝馬
- 2014年産
  - ハイランドピーク（2018年エルムステークス）- 父:トーセンブライト[208]
- 2016年産
  - ディバインフォース（2021年ステイヤーズステークス）- 父:ワークフォース[181]
- 2019年産
  - アスクワイルドモア（2022年京都新聞杯）- 父:キズナ[182]
  - ゼンゼラ / Zennzella（2022年ウェイクフルステークス）- 父:スニッツェル
  - ヴィブラフォン（2023年神奈川記念）- 父:ドレフォン
- 2021年産
  - イフェイオン（2024年フェアリーステークス）- 父:エピファネイア
  - シリウスコルト（2025年新潟大賞典）- 父:マクフィ
- 2022年産
  - メルキオル（2025年ブルーバードカップ）- 父:ナダル
  - エキサイトバイオ（2025年ラジオNIKKEI賞）- 父:レイデオロ

#### 地方重賞優勝馬
- 2014年産
  - ヴィーナスアロー（2016年金沢プリンセスカップ、兼六園ジュニアカップ、2017年石川ダービー）- 父:パイロ[209]
- 2015年産
  - ゴールドギア（2025年せきれい賞）- 父ロードカナロア
- 2016年産
  - ケンガイア（2019年ハヤテスプリント）- 父:トランセンド[210]
- 2017年産
  - クーファアチャラ（2022年ヒダカソウカップ、2023年読売レディス杯、金沢スプリントカップ）- 父:トランセンド[211]
- 2019年産
  - レイジーウォリアー（2022年新春ペガサスカップ、2023年撫子争覇、2024年徽軫賞）- 父:マジェスティックウォリアー[212]
- 2020年産
  - メイドイットマム（2022年東京2歳優駿牝馬、2023年桜花賞、ロジータ記念）- 父:ノヴェリスト[213]
  - オバケノキンタ（2023年たんぽぽ賞）- 父:マクフィ
- 2021年産
  - ティントレット（2024年優駿スプリント、2025年プラチナカップ）- 父：ホッコータルマエ
- 2022年産
  - ミナトミナイト（2025年ひまわり賞）- 父:エポカドーロ

## 血統表
| ゼンノロブロイの血統                              | ゼンノロブロイの血統               | ゼンノロブロイの血統 | （血統表の出典）     | （血統表の出典） |
| 父系                                              | サンデーサイレンス系               | サンデーサイレンス系 | サンデーサイレンス系 | [ § 2 ]          |
| 父 *サンデーサイレンス Sunday Silence 1986 青鹿毛 | 父の父Halo 1969 黒鹿毛             | Hail to Reason       | Turn-to              | Turn-to          |
| 父 *サンデーサイレンス Sunday Silence 1986 青鹿毛 | 父の父Halo 1969 黒鹿毛             | Hail to Reason       | Nothirdchance        |                  |
| 父 *サンデーサイレンス Sunday Silence 1986 青鹿毛 | 父の父Halo 1969 黒鹿毛             | Cosmah               | Cosmic Bomb          | Cosmic Bomb      |
| 父 *サンデーサイレンス Sunday Silence 1986 青鹿毛 | 父の父Halo 1969 黒鹿毛             | Cosmah               | Almahmoud            |                  |
| 父 *サンデーサイレンス Sunday Silence 1986 青鹿毛 | 父の母Wishing Well 1975 鹿毛       | Understanding        | Promised Land        | Promised Land    |
| 父 *サンデーサイレンス Sunday Silence 1986 青鹿毛 | 父の母Wishing Well 1975 鹿毛       | Understanding        | Pretty Ways          |                  |
| 父 *サンデーサイレンス Sunday Silence 1986 青鹿毛 | 父の母Wishing Well 1975 鹿毛       | Mountain Flower      | Montparnasse         | Montparnasse     |
| 父 *サンデーサイレンス Sunday Silence 1986 青鹿毛 | 父の母Wishing Well 1975 鹿毛       | Mountain Flower      | Edelweiss            |                  |
| 母 *ローミンレイチェル Roamin Rachel 1990 鹿毛    | 母の父*マイニング Mining 1984 栗毛 | Mr. Prospector       | Raise a Native       | Raise a Native   |
| 母 *ローミンレイチェル Roamin Rachel 1990 鹿毛    | 母の父*マイニング Mining 1984 栗毛 | Mr. Prospector       | Gold Digger          |                  |
| 母 *ローミンレイチェル Roamin Rachel 1990 鹿毛    | 母の父*マイニング Mining 1984 栗毛 | I Pass               | Buckpasser           | Buckpasser       |
| 母 *ローミンレイチェル Roamin Rachel 1990 鹿毛    | 母の父*マイニング Mining 1984 栗毛 | I Pass               | Imepish              |                  |
| 母 *ローミンレイチェル Roamin Rachel 1990 鹿毛    | 母の母One Smart Lady 1984 鹿毛     | Clever Trick         | Icecapade            | Icecapade        |
| 母 *ローミンレイチェル Roamin Rachel 1990 鹿毛    | 母の母One Smart Lady 1984 鹿毛     | Clever Trick         | Kankakee Miss        |                  |
| 母 *ローミンレイチェル Roamin Rachel 1990 鹿毛    | 母の母One Smart Lady 1984 鹿毛     | Pia's Lady           | Pia Star             | Pia Star         |
| 母 *ローミンレイチェル Roamin Rachel 1990 鹿毛    | 母の母One Smart Lady 1984 鹿毛     | Pia's Lady           | Plucky Roman         |                  |
| 母系(F-No.)                                       | (FN:2-b)                           | (FN:2-b)             | (FN:2-b)             | [ § 3 ]          |
| 5代内の近親交配                                   | アウトブリード                     | アウトブリード       | アウトブリード       | [ § 4 ]          |
| 出典                                              | 1. 2. 3. 4.                        | 1. 2. 3. 4.          | 1. 2. 3. 4.          | 1. 2. 3. 4.      |

- 半姉Darling My Darlingの孫に2025年サウジカップなどGI4勝のフォーエバーヤング、2024年アルテミスステークス勝ち馬のブラウンラチェットがいる。